# Leia nigrospleniata
Leia nigrospleniata är en tvåvingeart som beskrevs av Lynch Arribalzaga 1892. Leia nigrospleniata ingår i släktet Leia och familjen svampmyggor. Inga underarter finns listade i Catalogue of Life.